# Chráněná krajinná oblast Český les
Chráněná krajinná oblast Český les (CHKO Český les) je chráněná krajinná oblast v Česku. Vyhlášena byla 1. srpna 2005. Správa CHKO sídlí v Přimdě. Rozloha CHKO činí 466 km², z čehož je 80 % pokryto lesem, Dům přírody se nachází v Klenčí pod Čerchovem. Nadmořská výška se pohybuje v rozmezí 440 až 1042 metrů, nejvyšším bodem je vrchol Čerchova.
CHKO se nachází v Plzeňském kraji. Zahrnuje nejcennější území příhraničního pásu hor Českého lesa od Broumova v okrese Tachov až po Českou Kubici v okrese Domažlice. Do roku 1990 ležela velká část území CHKO v hraničním pásmu, a proto se v něm zachovala nenarušená příroda. CHKO Český les se skládá ze dvou částí, rozdělených tělesem dálnice D5. Je součástí euroregionu Egrensis.
Na řadě míst se zachovaly původní cenné bučiny, vzácná rašeliniště s porosty borovice blatky a pestré květnaté louky a pastviny. Z chráněných živočichů zde žije např. ohrožená vydra říční, tetřívek obecný, rys ostrovid (Lynx lynx) a bobr evropský.
V CHKO Český les je  národní přírodní památka Na požárech, která navazuje na německé chráněné území Moorwälder bei Leßlohe. Dále je zde řada přírodních rezervací a přírodních památek.